# 허페이시
허페이(중국어: 合肥, 합비)는 중화인민공화국 안후이성에 있는 지급시이다. 안후이성의 성도로서 지역의 정치, 경제, 문화 중심지이다.

## 역사
기원전 3세기에 진나라가 합비현을 두었고 구강군의 관할에 속했다.
삼국시대에는 위나라가 지배하고 있었는데 양주 공략의 주요 길목이어서 오나라가 끊임없이 이를 확보하려 하였다. 215년에는 위 무장 장료가 악진, 이전 등이 7,000명의 병력으로 오나라의 10만 명을 막아냈다. 특히 장료는 몸소 정예 기병 800명과 함께 오나라군을 기습하여 손권의 본진을 무너트렸다. 만총은 230년대 초기에 노후화된 합비성의 북서쪽에 합비 신성을 축조하고 234년 또다시 오나라의 손권을 격퇴했다. 지금도 합비에는 합비 신성 유적지가 남아 있다.
수나라 때는 합비현에 여주(廬州, 庐州)가 설치되었고 명나라와 청나라까지 계속됐으므로 루저우로도 알려졌다. 현재 도시는 송나라 때 시작된다. 초기 합비는 현재보다 훨씬 북부에 있었다. 남송 때는 금나라에 대항하는 최전선이 되었고 양국의 교역으로 번성하기도 했다. 1853년에서 1862년까지 안후이성의 임시성도였다.
1912년에 허페이현으로 이름이 바뀌었고 1945년 중일 전쟁 승리 후에 안후이성의 성도가 되었다. 1949년 1월 21일, 국공내전이 한창일 무렵 중국 국민당군을 물리친 인민해방군이 허페이에 입성하여 2월 1일 현을 허페이시로 승격시켰다. 1952년 8월 25일 정식으로 안후이 성의 성도가 되었다.

## 지리
안후이성 중앙, 장강과 화이허의 사이에 있으며 작은 호수들이 많다. 안후이성 성도로서 행정 시설이 많고 석유 관련 산업이 눈에 띈다. 대규모 공장은 적지만 주요 과학 대학과 기술 연구 개발 시설의 비중이 높다.
난징에서 서쪽으로 81 km 떨어져 있다. 연평균 기온은 16.6 °C이고 연평균 강수량은 1000 mm이다. 겨울에 눈이 이따끔씩 온다. 7 ~ 9월에는 기온이 37 °C까지 오르기도 하며 일반적으로 습도가 높다.
안후이 성의 가장 큰 담수호인 차오호는 시에서 남동쪽으로 15 km 떨어진 곳에 있는데, 최근 10년 사이 심각하게 오염됐다.
다음 표는 허페이의 매월 평균 최고 기온과 최저 기온이다.
| 허페이시의 기후                                             | 허페이시의 기후 | 허페이시의 기후 | 허페이시의 기후 | 허페이시의 기후 | 허페이시의 기후 | 허페이시의 기후 | 허페이시의 기후 | 허페이시의 기후 | 허페이시의 기후 | 허페이시의 기후 | 허페이시의 기후 | 허페이시의 기후 | 허페이시의 기후 |
| 월                                                          | 1월             | 2월             | 3월             | 4월             | 5월             | 6월             | 7월             | 8월             | 9월             | 10월            | 11월            | 12월            | 연간            |
| ----------------------------------------------------------- | --------------- | --------------- | --------------- | --------------- | --------------- | --------------- | --------------- | --------------- | --------------- | --------------- | --------------- | --------------- | --------------- |
| 역대 최고 기온 °C (°F)                                      | 20.7 (69.3)     | 27.5 (81.5)     | 30.4 (86.7)     | 34.7 (94.5)     | 36.4 (97.5)     | 37.8 (100.0)    | 41.1 (106.0)    | 41.0 (105.8)    | 38.6 (101.5)    | 39.9 (103.8)    | 30.1 (86.2)     | 22.5 (72.5)     | 41.1 (106.0)    |
| 일평균 최고 기온 °C (°F)                                    | 7.2 (45.0)      | 10.2 (50.4)     | 15.5 (59.9)     | 21.9 (71.4)     | 27.1 (80.8)     | 29.7 (85.5)     | 32.6 (90.7)     | 32.1 (89.8)     | 28.2 (82.8)     | 22.9 (73.2)     | 16.4 (61.5)     | 9.9 (49.8)      | 21.1 (70.1)     |
| 일일 평균 기온 °C (°F)                                      | 3.1 (37.6)      | 5.7 (42.3)      | 10.6 (51.1)     | 16.8 (62.2)     | 22.2 (72.0)     | 25.6 (78.1)     | 28.6 (83.5)     | 27.9 (82.2)     | 23.6 (74.5)     | 17.9 (64.2)     | 11.4 (52.5)     | 5.3 (41.5)      | 16.6 (61.8)     |
| 일평균 최저 기온 °C (°F)                                    | −0.1 (31.8)     | 2.2 (36.0)      | 6.6 (43.9)      | 12.4 (54.3)     | 17.8 (64.0)     | 21.9 (71.4)     | 25.4 (77.7)     | 24.7 (76.5)     | 20.1 (68.2)     | 13.9 (57.0)     | 7.4 (45.3)      | 1.7 (35.1)      | 12.8 (55.1)     |
| 역대 최저 기온 °C (°F)                                      | −20.6 (−5.1)    | −14.1 (6.6)     | −7.3 (18.9)     | −0.4 (31.3)     | 6.2 (43.2)      | 12.2 (54.0)     | 17.9 (64.2)     | 15.8 (60.4)     | 10.8 (51.4)     | 1.5 (34.7)      | −5.1 (22.8)     | −13.5 (7.7)     | −20.6 (−5.1)    |
| 평균 강수량 mm (인치)                                       | 47.4 (1.87)     | 52.8 (2.08)     | 76.3 (3.00)     | 83.7 (3.30)     | 90.1 (3.55)     | 158.5 (6.24)    | 185.1 (7.29)    | 138.7 (5.46)    | 70.3 (2.77)     | 51.6 (2.03)     | 54.6 (2.15)     | 33.7 (1.33)     | 1,042.8 (41.07) |
| 평균 강수일수 (≥ 0.1 mm)                                    | 9.0             | 8.8             | 10.3            | 9.8             | 10.4            | 10.5            | 11.8            | 11.9            | 8.1             | 8.3             | 8.2             | 6.8             | 113.9           |
| 평균 강설일수                                               | 4.3             | 2.6             | 1.1             | 0               | 0               | 0               | 0               | 0               | 0               | 0               | 0.5             | 1.5             | 10              |
| 평균 상대 습도 (%)                                          | 75              | 74              | 71              | 70              | 71              | 77              | 80              | 81              | 77              | 74              | 75              | 73              | 75              |
| 평균 월간 일조시간                                          | 109.2           | 113.7           | 143.2           | 173.9           | 182.9           | 155.9           | 186.2           | 176.8           | 150.0           | 151.3           | 140.4           | 126.9           | 1,810.4         |
| 가능 일조율                                                 | 34              | 36              | 38              | 45              | 43              | 37              | 43              | 43              | 41              | 43              | 45              | 41              | 41              |
| 출처: 중국기상국 (평년값: 1991년~2020년, 극값: 1951년~현재) |                 |                 |                 |                 |                 |                 |                 |                 |                 |                 |                 |                 |                 |

## 경제
도시의 2008년 1인당 GDP는 34482위안[5049달러]이고 노동자의 평균 임금은 30603위안이다.
국공내전 전에 허페이의 주요 산업은 농업이었다. 중화인민공화국이 성립된 후에 안후이성 성도는 화이닝에서 허페이로 옮겼다. 도시 개발을 지원하고자 많은 유능한 사람이 타지에서 왔다. 오늘날 허페이는 기계, 전자, 화학, 철강, 방직, 담배 산업 등이 발달해 있다.
안후이성 성도인데도 허페이는 여전히 가난하다. 안후이성 소재 타지에서 많은 사람들이 일자리를 찾고자 이곳으로 몰려들지만, 일자리를 얻기는 쉽지 않다. 그러나 도시 주변 특별경제구역의 새로운 산업 개발은 기술 학교 학생과 대학 졸업자를 위한 새로운 일자리를 창출했다.
2005년 여름에 시 당국은 도시 미관을 개선하고자 불법 건축물 수 천 개를 철거하고 오랫동안 세워져 있던 많은 지역의 시장을 철거하였다. 많은 빈민과 저임금 노동자가 거리로 내몰리는 부작용이 있지만, 화재와 전염병 위험을 감소시키는, 주민의 주거 환경 개선에 기여했다.

## 인구
| 연도                  | 인구      | ±%      |
| --------------------- | --------- | ------- |
| 1953                  | 183,570   | —       |
| 1964                  | 431,490   | +135.1% |
| 1982                  | 535,681   | +24.1%  |
| 1990                  | 714,242   | +33.3%  |
| 2000                  | 1,549,476 | +116.9% |
| 2010                  | 3,098,727 | +100.0% |
| 2020                  | 5,055,978 | +63.2%  |
| 출처: Census in China |           |         |

### 민족
440만 허페이 시의 인구 중 이곳의 주요 민족은 한족이며, 소수의 후이족이 시내에 거주한다.

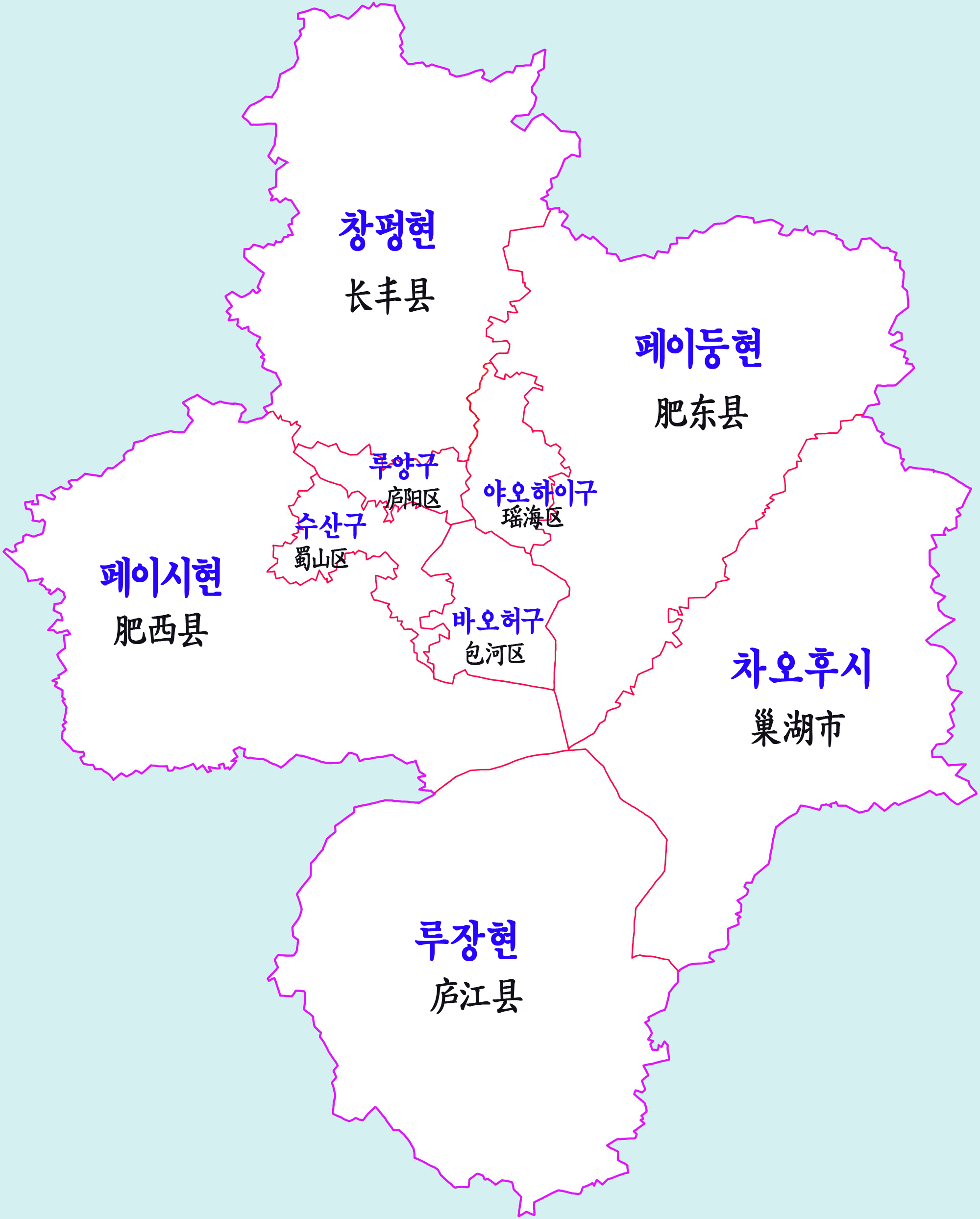
허페이시 현급행정구역도

## 행정 구역
4개 시할구와 1개 현급시, 4개현으로 구성된다
시할구
- 루양 구 (庐阳区)
- 야오하이 구 (瑶海区)
- 수산 구 (蜀山区)
- 바오허 구 (包河区)

현급시
- 차오후 시 (巢湖市)

현
- 창펑 현 (长丰县)
- 페이둥 현 (肥东县)
- 페이시 현 (肥西县)
- 루장 현 (庐江县)

## 교통
물가에 비해 택시 요금이 저렴하므로 버스와 함께 시민의 다리 역할을 한다. 택시 대수는 많지만, 통근 시간대는 승차율이 높아서 간단히 잡히지 않는다. 공항·호텔 이외에서는 영어가 통하지 않기 때문에 특히 영문 명칭의 시설에 가는 때는 한자명을 따로 알려 줘야 한다.

### 지하철
허페이 지하철을 2012년 착공, 2016년 기준으로 1,2호선이 운영되고 있으며 3,4,5호선이 공사중에 있다.

### 공항
허페이에는 현재 2개의 공항이 있다.
- 허페이 신차오 국제공항
- 허페이 뤄강 국제공항

### 철도
- 허페이 역 (중국철로고속 이용가능)
- 허페이 남역 (중국철로고속 이용가능)
- 허페이 북성역 (중국철로고속 이용가능)
- 허페이 서역

## 교육
국가 관할의 국립중국과학기술대학, 허페이공업대학이 있어서 북경의 뒤를 잇는 과학기술 교육의 거점이다.

## 자매 도시
| 지역 & 국가 | 도시            | 도시     | 체결연도   |
| ----------- | --------------- | -------- | ---------- |
| 대한민국    | 강원특별자치도  | 원주시   | 2002.6.20  |
| 덴마크      | 노르윌란주      | 올보르   | 1989.4.22  |
| 미국        | 뉴욕주          | 뉴욕     | 2003.10.29 |
| 미국        | 오하이오주      | 콜럼버스 | 1988.11.17 |
| 부룬디      | 부줌부라 도시주 | 부줌부라 | 1986.7.7   |
| 스페인      | 카탈루냐        | 례이다   | 1998.4.4   |
| 시에라리온  | 프리타운        | 프리타운 | 1984.3.20  |
| 영국        | 북아일랜드      | 벨파스트 | 2003.12.26 |
| 일본        | 후쿠오카현      | 구루메시 | 1980.5.20  |

## 유명 인물
- 정여창 - 청나라의 해군 사령관
- 단기서 - 민국 시대의 군벌
- 풍옥상 - 민국 시대의 군벌